# Славянская колонизация Вятской земли

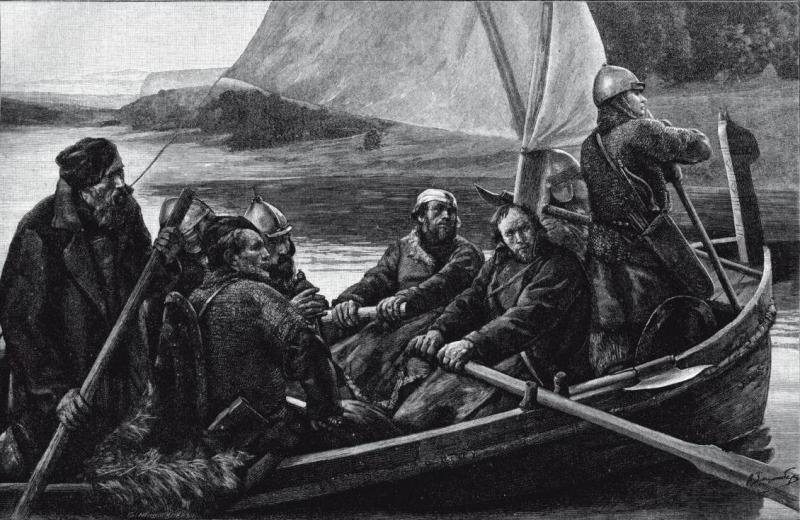
Новгородские ушкуйники.

Славянская колонизация Вятской земли, колонизация Вятки — процесс заселения бассейна реки Вятки и её главного притока Чепцы, позднее — верховьев Камы. Проходила в два этапа: в XII—XV веках выходцами из Новгородской земли и Ростовского княжества, и в XVI—XVIII веках. Второй этап связан с деятельностью монастырей и освоением глубинных районов Вятского края.
В процессе заселения возникают селища и городища, объединившиеся в Никулицынскую, Котельническую и Пижемскую волости. После монгольского нашествия они создают единое государство — Вятскую вечевую республику с центром в городе Вятка. Позднее возникают города Орлов, Слободской.
Местное удмуртское население, поначалу оказавшее сопротивление вооруженным дружинам пришельцев, достаточно быстро привыкает к иноэтничному соседству и в дальнейшем принимает участие в хозяйственной и политической жизни Вятского государства вплоть до его уничтожения в 1489 году.

## Вятка до славян

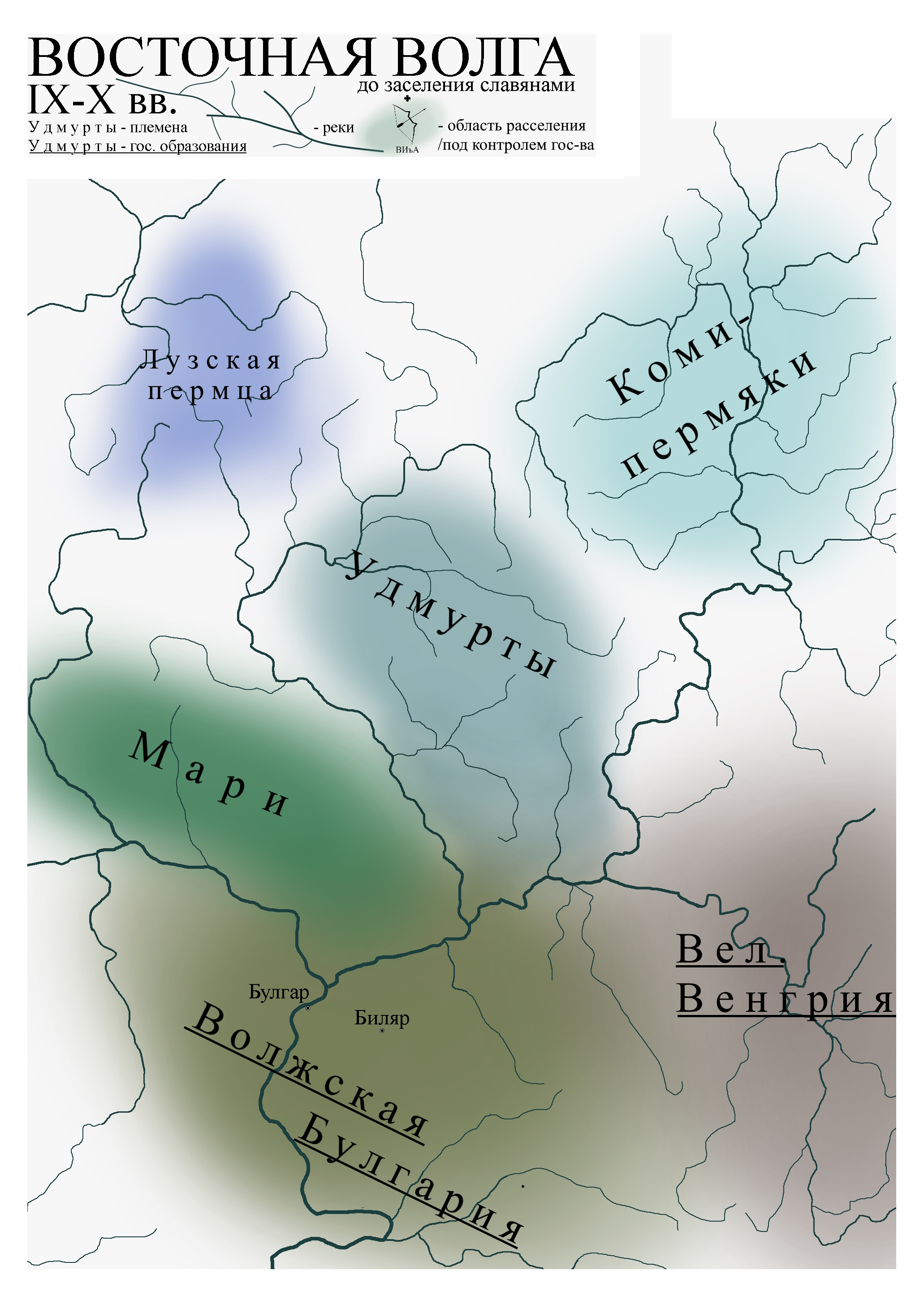
Волго-Вятский регион X век.

Перед началом славянской колонизации на территории Вятки проживают коренные финно-угорские народности: марийцы, удмурты, коми и пермяки. Ранее они именовались соответственно черемисами, вотяками, зырянами и чудью.
Основная масса удмуртских племён населяла Вятско-Камское междуречье от реки Чепцы на севере до средней Камы на юге. Удмурты разделялись на две группы: северную, живущую в бассейне Чепцы, и южную, населявшую правобережье средней Камы. Центральная часть удмуртской земли была заселена слабо.
Марийские племена занимали вятско-ветлужское междуречье и высокое правобережье Волги от низовьев реки Суры до устья Оки. Условия жизни разделили марийцев на две группы: горных и луговых. Последние занимали вятско-ветлужский край. Племена коми и чуди не составляли компактного населения, и проживали небольшими группами в северных районах Вятского края и в верховьях Вятки и Камы.
Удмурты и марийцы находились на стадии разложения патриархально-родового строя и зарождения феодальных отношений. Главной отраслью их экономики было сельское хозяйство. Судя по археологическим данным, у них существовало пашенное земледелие на основе подсечно-огневой и переложной системы.
При полном господстве натурального хозяйства удмурты и марийцы начинали втягиваться в торговлю. Существовал межплеменной обмен, устанавливались связи с Русью, Хазарией и Волжской Булгарией. Однако эта торговля носила односторонний характер. Иноземные купцы проникали по рекам в поселения удмуртов и марийцев и скупали у них пушнину, мёд, воск, шкуры и другие товары в обмен на золотые и серебряные изделия, оружие, шёлковые ткани и прочие ценные вещи. Эта торговля носила в основном меновой характер, но частично расчёты производились и на деньги.
Постепенно формировалась родо-племенная знать, захватившая лучшие земли, охотничьи угодья, скот и закреплявшая их в частную собственность. Возникло имущественное неравенство, положившее начало формированию классов феодалов, крестьян, холопов. Однако этот процесс только начался и ещё не привёл к развитому феодализму.

## Колонизация
Бассейн реки Вятки начинает осваиваться русскими в конце XII —начале XIII в. Здесь возникают селища и городища, объединившиеся в Никулицынскую, Котельническую и Пижемскую волости.
Обстановка, сложившаяся на Руси в начале II тысячелетия нашей эры, благоприятствовала проникновению восточнославянского населения на европейский Северо-Восток. Освоение новых земель сопровождалось соперничеством между новгородцами и ростовчанами. Последним удалось на протяжении второй половины XII — начала XIII в. закрепиться в верховьях Северной Двины и Волго-Вятском междуречье, где были построены крепости Городец, Гледен, Унжа, Нижний Новгород. Поэтому освоение бассейна р. Вятки явилось закономерным звеном в процессе русской колонизации.
Общерусский характер археологических находок, диалектная пестрота словарного состава вятского говора, этнографические и топонимические данные свидетельствуют об участии в освоении бассейна р. Вятки представителей различных восточнославянских племен — словен, кривичей, вятичей. Преобладающими были выходцы из Новгородской и Ростово-Суздальской земель, во второй половине XIII в. на Вятке появились южнорусские переселенцы, с середины XIV в. — нижегородцы, а в XV—XVI вв. усиливается приток населения из Двинской и Устюжской земель.
Русские поселения охватывают вятский бассейн от устья р. Летки до р. Пижмы. Отдельные древнерусские находки обнаружены на Нижней Вятке. Имели место как стихийная крестьянская колонизация, так и целенаправленное освоение территории, сопровождавшееся строительством городов и крепостей.
Оказавшееся на Вятке население принесло с собой христианство с пережитками язычества. На Еманаевском могильнике удалось проследить процесс смены язычества христианством на основе эволюции обряда погребения от кремации покойных к трупоположению.
Топография поселений имеет свои закономерности в зависимости от волости. Так, в Никулицынской преобладает расположение поселений на высоких (до 40 м) берегах. К таким же, например, относится и Вятка. Для Котельнической волости характерно размещение на невысоких выступах или останцах коренных террас. В обеих группах селища находятся в непосредственной близости от городищ, что объясняется наличием постоянной военной опасности. Пижемская группа поселений выявлена на надпойменных террасах, удалённых порой на несколько километров от реки. Причём здесь полностью отсутствуют укреплённые поселения этого времени. Видимо, грабительские походы миновали реку Пижму. А на случай агрессии устье реки контролировалось Пижемским городищем.
По среднему течению Вятки располагалось 16 древнерусских укреплённых поселений. Самые крупные городища со временем превращались в детинцы городских поселений (Вятка, Котельнич, Никулицын, Слободской, Шестаков).
После монгольского нашествия они создают единое государство — Вятскую землю с вечевой формой правления и центром во вновь построенном городе — Вятке (Хлынове). Позднее возникают города Орлов, Слободской. Местное удмуртское население, поначалу оказавшее сопротивление вооруженным дружинам пришельцев, достаточно быстро привыкает к иноэтничному соседству и в дальнейшем принимает участие в хозяйственной и политической жизни Вятской республики вплоть до уничтожения последней в 1489 г.
Главной отраслью хозяйства вятчан было пашенное земледелие, заметную роль играло скотоводство. На ряде поселений обнаружены следы ремесленной деятельности: металлургии, кузнечного, ювелирного, деревообрабатывающего, гончарного и других ремесел. Но в целом хозяйство Вятской земли имело натуральный характер, торговля практически не выходила за рамки местного рынка.

## Основание Вятских городов

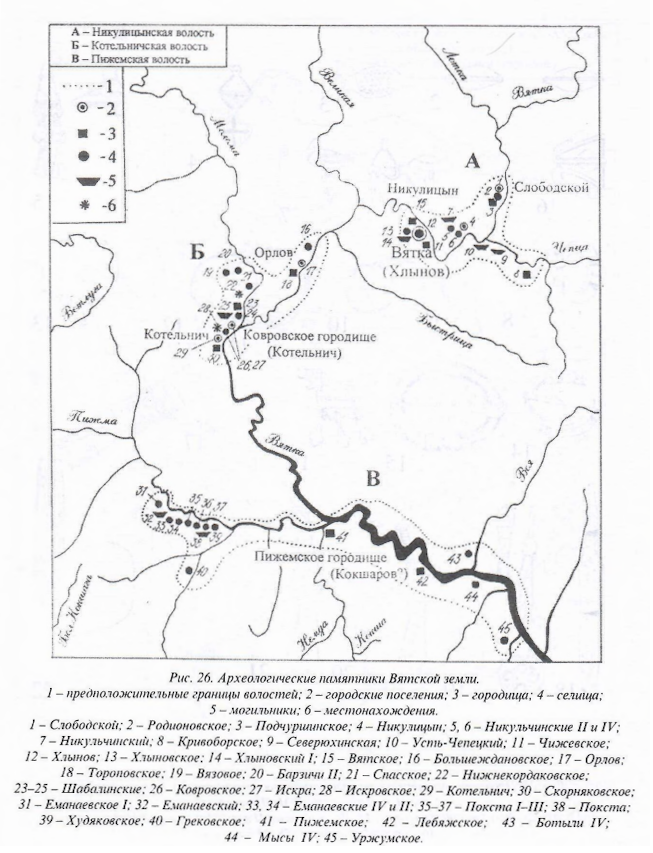
Археологические памятники Вятской земли

Первым источником с датами основания русских городов на Вятке является Повесть о стране Вятской, содержащая наиболее ранние даты основания городов — конец XII века. Изначально сведения повести были полностью отвергнуты, однако в данный момент им находится всё больше археологических подтверждений.

### Никулицын
В повести о стране Вятской описано, как отряд новгородцев волоком перетаскивает свои корабли из Камы в Чепцу, спускается по ней в Вятку. Пройдя по ней пять вёрст ниже по течению, новгородцы обнаруживают на высоком правом берегу вотятско-чудской (удмуртско-пермяцкий) Болванский городок. После чего завоёвывают его 24 июля 1181 года, и основывают на его месте город Никулицын.
Обнаруженные при раскопках Никульчинского городища находки свидетельствуют о возникновении русского поселения в XII-XIII веках. Полноценным городом данное поселение становится уже в середине-конце XIII века, из-за массового притока населения в результате монголо-татарского нашествия.

### Котельнич
Согласно повести, другой отряд новгородцев в 1181 году захватывает черемисский город Кокшаров и основывает на его месте Котельнич. Однако, финно-угорских находок во время раскопок в Котельниче практически не обнаружено. Топонимы, близкие Кокшарову, в окрестностях города также отсутствуют.
Скопление топонимов «Кокша», «Какша», «Кокшага» близ реки Пижмы позволяют искать легендарный Кокшаров именно в этом районе. Не исключено, что им было Пижемское городище, расположенное около устья реки Пижмы. В нём обнаружены близкие по времени финно-угорские и древнерусские изделия.
Предполагается, что изначально город Котельнич находился в устье реки Моломы, на месте хорошо укреплённого Ковровского городища XIII-XVII вв. В целом котельнические древности более поздние, чем ковровские. В русских летописях Котельнич впервые упоминается лишь в 1456 году, во время похода Москвы на Вятку.

### Вятка

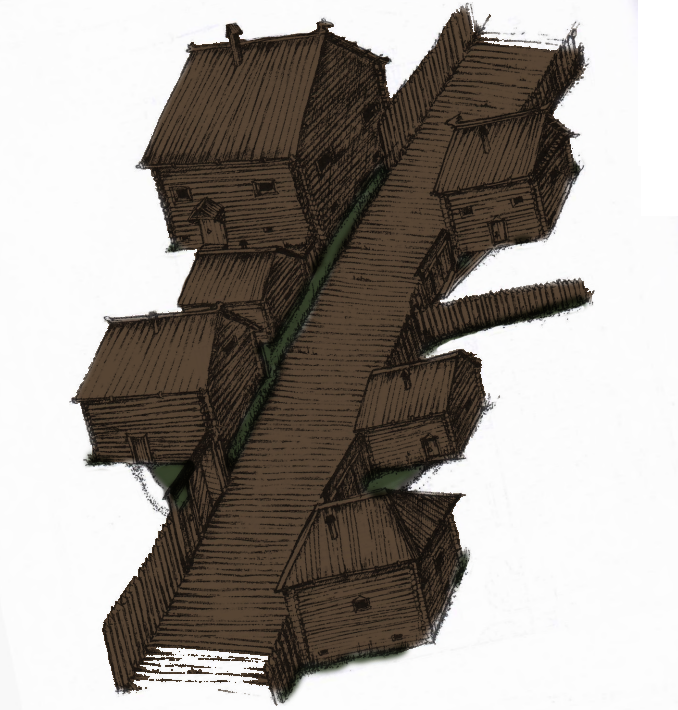
Улица Хлыновского кремля конца XIV — начала XV вв.

По данным повести, жители Котельнича и Никулицына решают заложить город Хлынов на Кикиморской горе. На утро новгородские поселенцы обнаружили, что все их заготовки для закладки города перенеслись ниже по течению реки, на Балясково поле. На нём по итогу и был заложен Хлыновский кремль.
Повестью это событие датируется 1199 годом. В русских летописях топоним Вятка впервые фигурирует под 1374 годом, а как город упоминается в «Списке русских городов дальних и ближних», составленным в 1394-1396 гг. Топоним Хлынов впервые упомянут лишь в 1457 году.
Л. П. Гусаковский на основании археологических данных довольно уверенно отнёс возникновение города к середине-концу XIII века. Таким образом, версия А. В. Эммаусского о закладке г. Вятка новгородскими ушкуйниками в 1374 году не подтверждается ни общеисторическими выводами о действительных намерениях ушкуйников, ни археологическими данными. Позднее Эммаусский признал, что в XIV веке город уже существовал, и именно его «ушкуйники взяли и разорили в 1374 году».

### Орлов
Город Орлов известен по летописям с 1456 года. Л. П. Гусаковский на основании собственных раскопок отнёс постройку Орлова к XIV веку, а возникновение догородского поселения — к концу XII началу XIII века.

### Слободской
Древнейшая часть укреплений поселения на месте Слободского возникает в XIII-XIV вв., а позднее, в XV-XVI, на их месте возводится земляной вал. Это совпадает с превращением поселения в город Слободской, впервые упомянутый в 1489 году в Едемском летописце.

### Шестаков
Город Шестаков возник позднее всех. Актовые источники повествуют о закладке нового города в 1543-1546 годах. Он был основан на месте селища, существовавшего с начала XVI века, или в более раннее время, не исключая 80-е — нач. 90-х гг. XIV века.

## Покорение Москвой

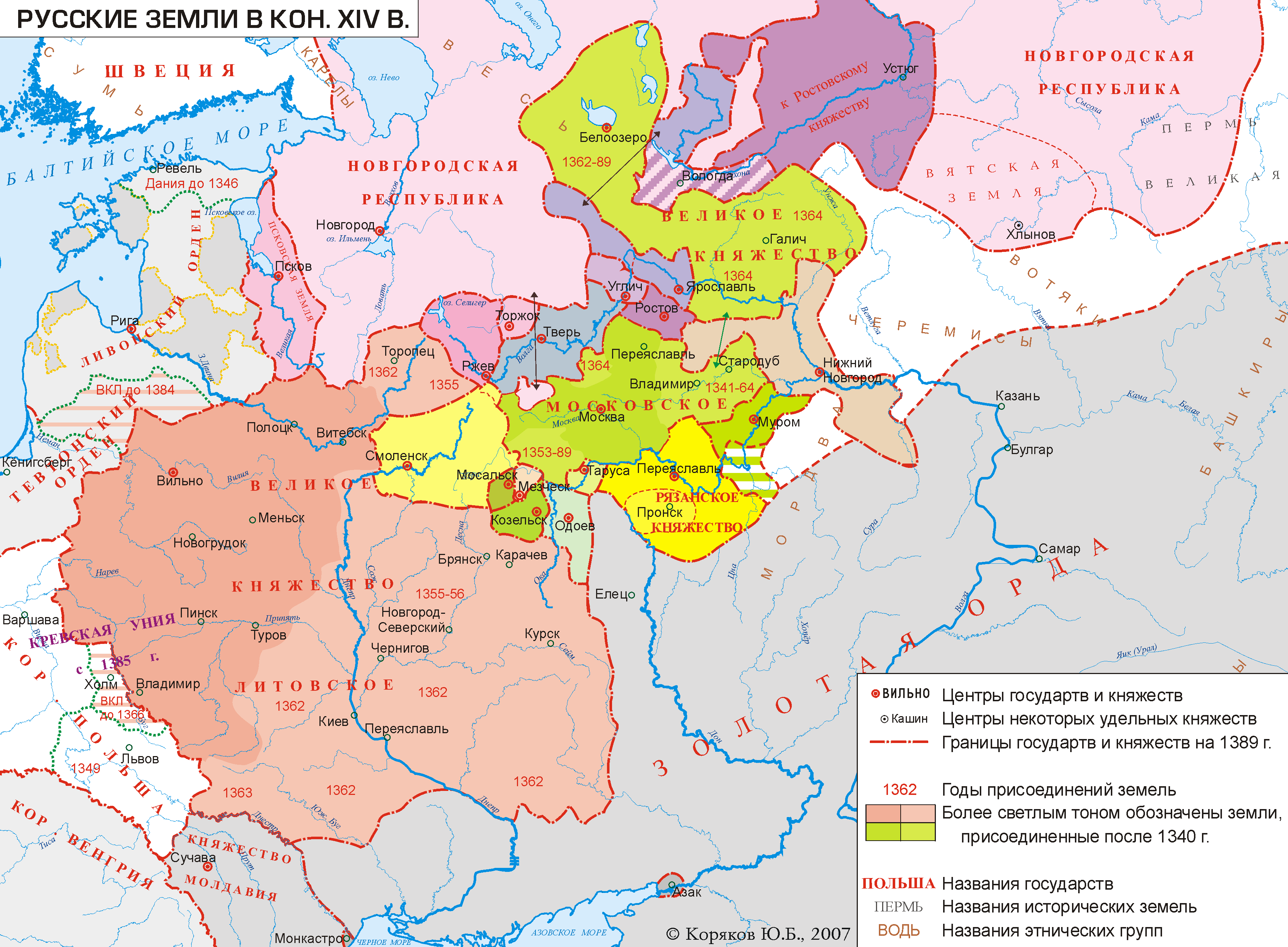
Русские земли в 1389 году.

В 1489 году Вятская республика была завоёвана Русским государством.
Поход на Вятку возглавлял московский воевода Даниил Васильевич Щеня.

## Дальнейшее расширение
Последующий за присоединением к Русскому государству этап XVI- XVIII веков связан с деятельностью монастырей и освоением глубинных районов Вятского края.